# 3. oklepni polk (Italija)
3. oklepni polk (izvirno italijansko 3º Reggimento di Bersaglieri) je bil oklepni polk (Kraljeve) Italijanske kopenske vojske.